# Regeringen Åkerhielm
Regeringen Åkerhielm var Sveriges regering mellan 12 oktober 1889 och 10 juli 1891.

## Statsråd
| Statsminister         |  | Gustaf Åkerhielm      | 12 oktober 1889 | 10 juli 1891 | Protektionistiska partiet |
| Justitieminister      |  | August Östergren      | 12 oktober 1889 | 10 juli 1891 | Partilös                  |
| Utrikesminister       |  | Carl Lewenhaupt       | 12 oktober 1889 | 10 juli 1891 | Partilös                  |
| Krigsminister         |  | Hjalmar Palmstierna   | 12 oktober 1889 | 10 juli 1891 | Partilös                  |
| Sjöförsvarsminister   |  | Carl Gustaf von Otter | 12 oktober 1889 | 10 juli 1891 | Partilös                  |
| Civilminister         |  | Lennart Groll         | 12 oktober 1889 | 10 juli 1891 | Partilös                  |
| Finansminister        |  | Fredrik von Essen     | 12 oktober 1889 | 10 juli 1891 | Protektionistiska partiet |
| Ecklesiastikminister  |  | Gunnar Wennerberg     | 12 oktober 1889 | 10 juli 1891 | Protektionistiska partiet |
| Konsultativa statsråd |  |                       |                 |              |                           |
| Konsultativt statsråd |  | Herman Wikblad        | 12 oktober 1889 | 10 juli 1891 | Partilös                  |
| Konsultativt statsråd |  | Lars Åkerhielm        | 12 oktober 1889 | 10 juli 1891 | Protektionistiska partiet |